# Ruta 7 (Uruguay)
La ruta 7  es una de las rutas nacionales de Uruguay. Recorre el país de sur a noreste, uniendo la ciudad de Montevideo con la frontera Uruguay-Brasil en la zona conocida como Paso Centurión en el departamento de Cerro Largo. Atraviesa los departamentos de Canelones, Florida, Lavalleja, Treinta y Tres, y Cerro Largo. Fue designada con el nombre del General Aparicio Saravia, por ley 15215 del 16 de noviembre de 1981.

## Trazado
Esta carretera comienza su trazado en el llamado empalme Sauce (departamento de Canelones) a pocos kilómetros de Montevideo donde nace a partir de la ruta 6 y finaliza en el Paso Centurión, sobre el río Yaguarón, en el departamento de Cerro Largo, frontera con Brasil. La carretera si bien nace del empalme con la ruta 6, su km 0 de referencia es la Plaza Cagancha de Montevideo.
No es una ruta muy transitada y se caracteriza por tener en su recorrido muchos túneles y pasos a nivel con la vía férrea, así como curvas ya que acompaña en gran parte de su recorrido la línea de trenes que une Montevideo con Melo.
Detalle del recorrido según el kilometraje:

### Canelones
- km 27.500: extremo sur, Empalme Sauce.
  - Suroeste: ruta 6, a Toledo y Montevideo.
  - Norte: ruta 6, a Sauce, San Ramón y Sarandí del Yí.
  - Este: ruta 74, a Joaquín Suárez, Barros Blancos y ruta 8.
- km 28.000: Villa San Felipe.
- km 29.500: Villa Hadita
- km 34.500 al 37.000: Totoral del Sauce.
- km 37.500: Empalme con ruta 75.
  - Sureste: a Pando y ruta 8.
- km 40.000: Cruz de los Caminos y empalme con ruta 82.
  - este: a rutas 86 y 11.
  - Sur: a Empalme Olmos y ruta 8.
- km 53.000: empalme con ruta 11.
  - Este: a Estación Pedrera, ruta 8 y Atlántida.
  - Oeste: a Santa Rosa y Canelones.
- km 52.000 al 54.000: San Jacinto.
- km 65.000: empalme con ruta 81.
  - Oeste: a San Bautista.
  - Este: a Migues.
- km 72.000: empalme con ruta 65.
  - Oeste: a Castellanos y ruta 6.
- km 75.500: empalme con ruta 80.
  - Este: a Migues.
- km 77.000: arroyo Tala.
- km 77.000 al 80.000: Tala.
- km 80.500: empalme con ruta 12.
  - Este: a Minas.
- km 93.000: acceso a Bolívar.
- km 94.000: río Santa Lucía (límite departamental Canelones-Florida).

### Florida

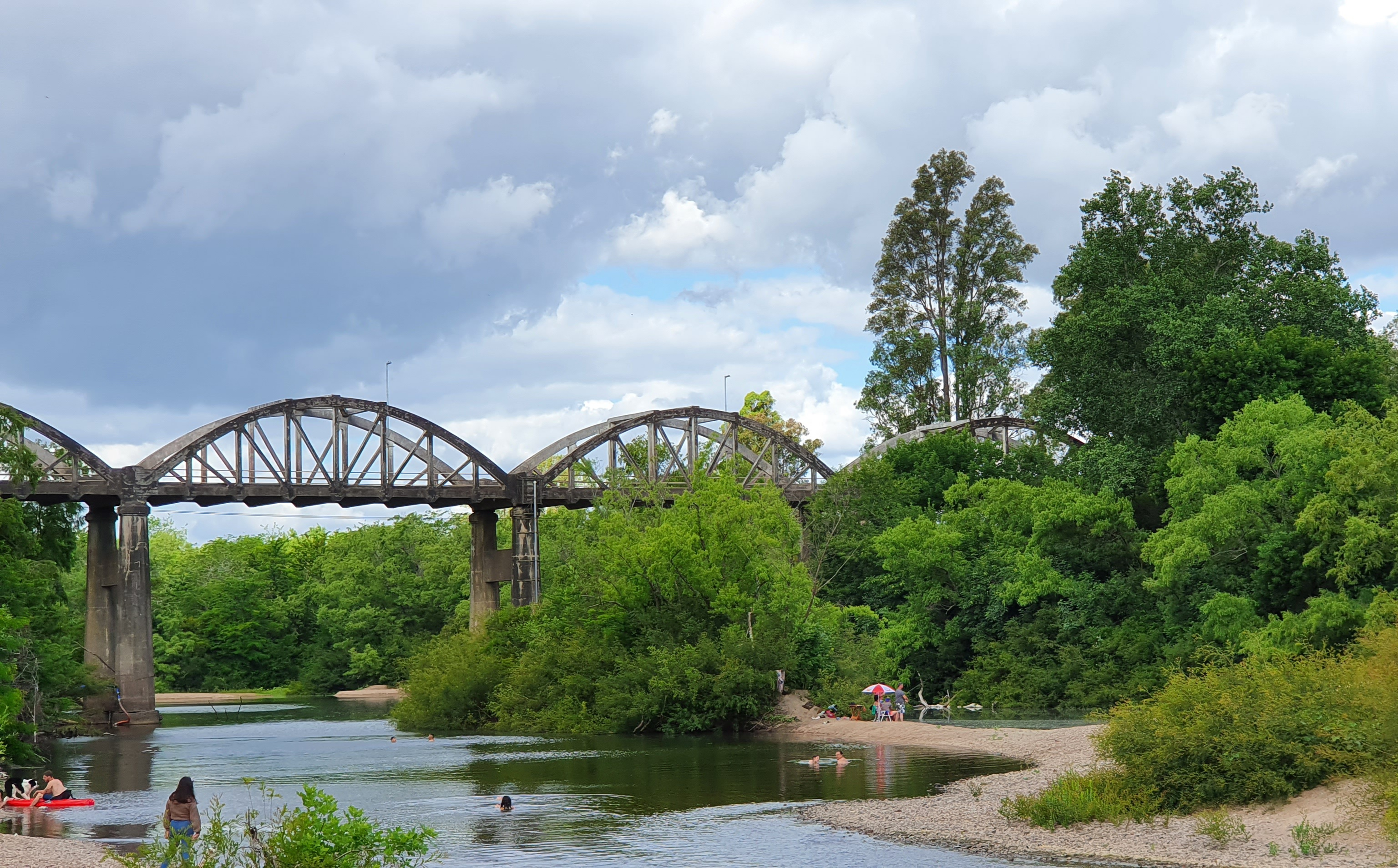
Puente de la ruta 7 sobre el río Santa Lucía en Fray Marcos.

- km 95.000 al 98.000: Fray Marcos.
- km 96.000: empalme con ruta 94.
  - Oeste: a Chamizo y ruta 6.
- km 110.000 al 111.500: Casupá.
- km 123.000 al 124.000: Reboledo.
- km 125.000: empalme con ruta 56.
  - Oeste: a ruta 6, San Gabriel, ruta 5 y Florida.
- km 139.000: empalme con ruta 58.
  - Oeste: a rutas 6 y 5.
- km 141.900 al 143.600: Cerro Colorado.
- km 162.500: arroyo Real de Mansavillagra.
- km 165.000: empalme con ruta 41.
  - Noroeste: a ruta 6.

### Florida-Lavalleja
- km 180.500: Illescas.
- km 196.500: empalme con ruta 14.
  - oeste: a ruta 6.
- km 204.000: acceso a Nico Pérez.
- km 204.000 al 206.000: Batlle y Ordóñez.

### Florida-Treinta y Tres
- km 229.000: acceso sur a Valentines y ruta 19.
- km 232.000: acceso norte a Valentines y ruta 19.
- km 249.500 al 253.000: Cerro Chato.

### Treinta y Tres-Cerro Largo
- km 280.000 al 283.000: Santa Clara de Olimar.
- km 303.000: Tupambaé.
- km 310.000: empalme con ruta 98.
  - Sureste: a Treinta y Tres.

### Cerro Largo

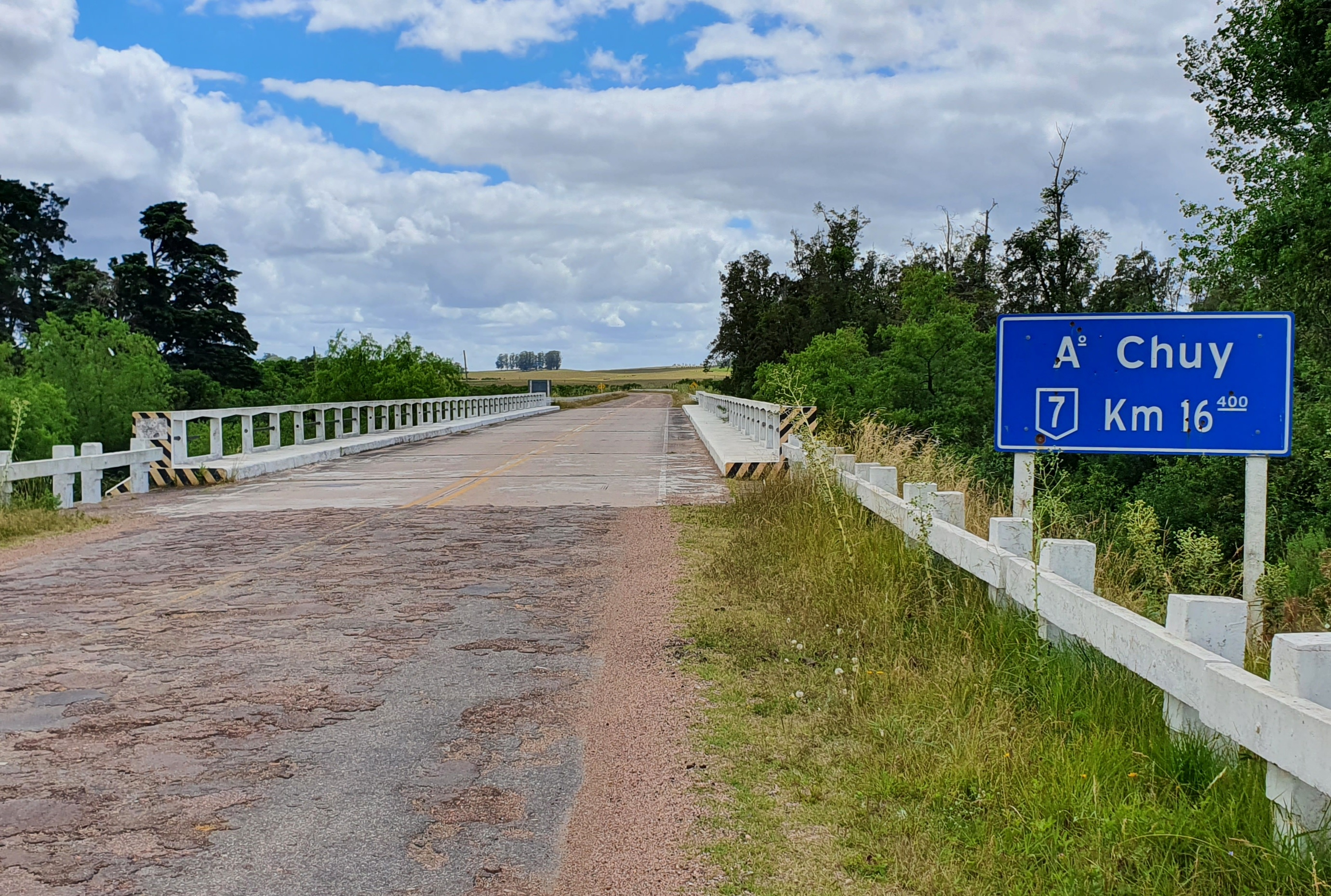
Puente de la ruta 7 sobre el arroyo Chuy, al noreste de la ciudad de Melo.

- km 339.000 al 340.000: planta urbana de Cerro de las Cuentas
  - km 339.900: empalme con camino a Quebracho (UYCL0130).
- km 344.400: empalme con camino a Tres Islas.
- km 352.000 al 357.000: planta urbana de Fraile Muerto.
  - km 352.900: empalme con camino a Picada de Suárez (UYCL0097)
  - km 356.550: rotonda, conexión con carretera a Ramón Trigo y ruta 26.
  - km 357.000: fin planta urbana Fraile Muerto.
- km 369.600: arroyo Laguna del Negro.
- km 376.000: acceso sur a Bañado de Medina.
- km 377.000: acceso norte a Bañado de Medina.
- km 377.800: empalme con ruta 26.
  - Oeste a  Tacuarembó.
  - este a Melo
- km 380.000: empalme con ruta 44.
- km 383.000: Barrio López Benítez.
- km 384.000: Barrio Hipódromo.
- km 385.000 al 390.000: planta urbana ciudad de Melo.

#### Tramo Melo-Paso Centurión

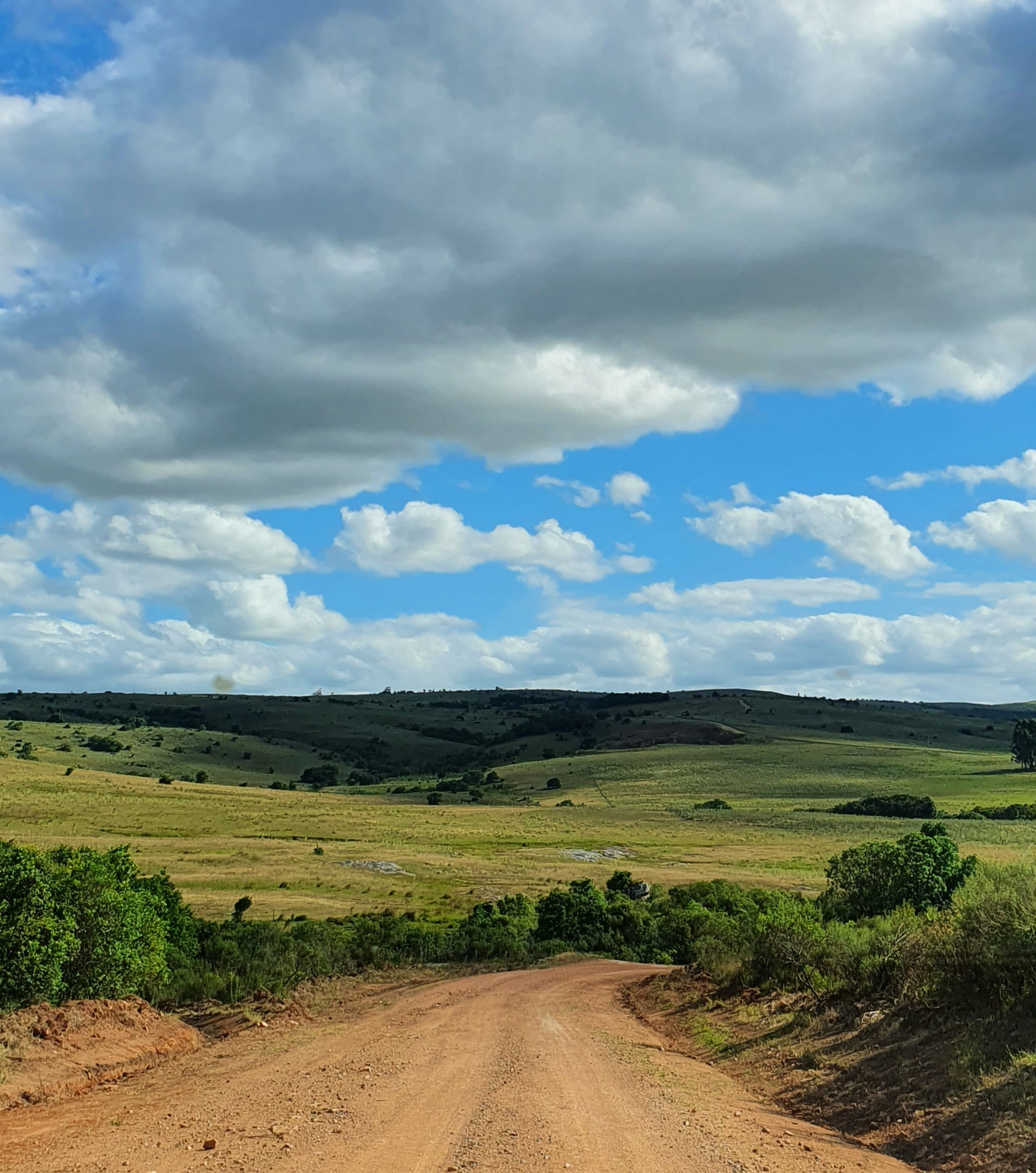
Ruta 7 próximo a Paso Centurión

Corresponde al antiguo kilometraje 388 al 444.
- km 000.000: Fuente 200 años de Melo (Bvr Francisco Mata y Aparicio Saravia).
- km 001.800: Anillo perimetral tránsito pesado Melo Calle Estenza, a ruta 26.
- km 016.800: Arroyo Chuy. (Paso de la Francita)
- km 023.000: (Ex km 410) Paraje Villa Viñoles
  - Finaliza jurisdicción nacional. Comienza jurisdicción departamental Camino a Paso Centurión (UYCL0336).
  - Empalme con Camino a Berachi (UYCL0334) y Nando(UYCL0328).
- km 025.700: Cañada Aguadita.
- km 026.700: Cañada de Ibáñez.
- km 036.100: Arroyo Berachi.
- km 040.000: Empalme con Camino a Sierra de Ríos.
- km 040.500: Cañada de los Ceibos.
- km 046.000: Empalme con Camino a La Gloria y Paso del Minuano (UYCL0342).
- km 050.500:
  - Centro poblado Centurión.
  - Empalme con Camino a Rincón de Paiva.
- km 056.300: Ruinas de Antigua Aduana de Paso Centurión y acceso a antiguo Paso Internacional Centurión.
  - Finaliza trayecto.

## Características
Estado y tipo de construcción de la carretera según el tramo 
| Tramo                               | Tipo de Red             | Tipo de Construcción   | Estado          |
| ----------------------------------- | ----------------------- | ---------------------- | --------------- |
| Montevideo-Fray Marcos              | Red nacional primaria   | Carpeta asfáltica      | Excelente       |
| Fray Marcos-Reboledo                | Red nacional secundaria | Carpeta asfáltica      | Muy Bueno/Bueno |
| Reboledo-Cerro Colorado             | Red nacional secundaria | Tratamiento bituminoso | Excelente       |
| Cerro Colorado-Cerro Chato          | Red Nacional Secundaria | Tratamiento Bituminoso | Muy Bueno/Bueno |
| Cerro Chato-Santa Clara de Olimar   | Red nacional secundaria | Tratamiento Bituminoso | Muy Bueno       |
| Santa Clara de Olimar-Fraile Muerto | Red nacional secundaria | Tratamiento bituminoso | Bueno/Malo      |
| Fraile Muerto-ruta 26               | Red nacional secundaria | Tratamiento bituminoso | Muy Bueno       |
| Ruta 26-Melo                        | Red nacional secundaria | Tratamiento bituminoso | Muy Bueno       |
| Melo-arroyo de Ibáñez               | Red nacional secundaria | Tratamiento bituminoso | Malo            |
| Arroyo de Ibáñez-río Yaguarón       | Red departamental       | Tosca                  | Malo            |